# Cardeal Richelieu
Armand Jean du Plessis, Cardeal de Richelieu, Duque de Richelieu e de Fronsac (Paris, 9 de setembro de 1585 – Paris, 4 de dezembro de 1642) foi um político francês, que foi primeiro-ministro de Luís XIII de 1628 a 1642; foi o arquiteto do absolutismo na França e da liderança francesa na Europa.

## Biografia
Teria nascido na rue de Jouy (hoje no 4.º arrondissement) em 9 de setembro de 1585 e foi batizado na Igreja de Santo Eustáquio em 5 de maio. Era filho de François du Plessis, senhor de Richelieu e grande-reitor da França, e Suzanne de la Porte, filha de um advogado do Parlamento de Paris.
Por via de seu pai, era descendente de uma antiga família nobre de Poitou: os 'Du Plessis de Richelieu. Um antepassado de sua família, Guillaume du Plessis, acompanhou os Lusinhão na conquista de Jerusalém e Chipre. Um outro, Laurent du Plessis, foi conselheiro do rei de Chipre, e era senhor de Loriaque e de Guellie.
Era o quinto filho, de uma família de seis crianças: Françoise, Henri, Alphonse, Nicole, Armand e Isabelle. Seu pai também tinha uma filha ilegítima, Marguerite du Plessis, que se casou com Guillaume III d'Orleáns-Nolasc.
Consagrado bispo de Luçon, em 1607, foi orador do clero na Assembleia dos Estados Gerais de 1614, passando a fazer parte do conselho da regente Maria de Médici por volta de 1616 e tornou-se cardeal em 1622.
Em 10 de novembro de 1630, Richelieu derrotou seus adversários.
Chefiando o Conselho do rei (ou Conseil d'État) desde 1624, Armand Jean du Plessis, Cardeal, Duque de Richelieu, tinha levado a nobreza a se rebelar. Combateu também com eficácia os protestantes do interior do país e seus aliados ingleses. Depois do sítio de La Rochelle e do Edito de Alès, pouco restava da antiga grandeza dos protestantes franceses. Richelieu desejava assegurar a tranquilidade da França nas fronteiras e se dispôs portanto a combater os Habsburgos, católicos, que governavam a Espanha de um lado da fronteira e os estados austríacos do outro. Assim, o cardeal se aliou a protestantes alemães que combatiam o Imperador Romano-Germânico.
Era mais do que podia suportar por que ele era pequeno no partido católico na corte. Tal partido se reagrupou ao redor da rainha-mãe, Maria de Médicis, e do irmão do rei, Gastão, Duque d'Orleães. No dia 10 de novembro, em seu palácio do Luxemburgo, que hoje é a sede do senado, Maria de Médicis convocou o filho, o repreendeu, pediu que abandonasse Richelieu. O Cardeal, reconhecendo a importância da entrevista, tentou entrar na sala mas Maria de Médicis tinha recomendado aos guardas manter as portas fechadas. Uma porta entreaberta apareceu, porém, e Richelieu conta em suas Memórias: Dieu s'est servi de l'occasion d'une porte non barrée qui me donna lieu de me défendre lorsqu'onf tâchait de faire conclure l'exécution de ma ruine". Ou seja: "Deus se serviu da ocasião de uma porta destrancada para que eu pudesse me defender quando se tramava minha ruína.
Maria de Médicis mais tarde dirá: Si je n'avais pas négligé de fermer un verrou, le cardinal était perdu. Ou: "'Se eu não tivesse me esquecido de um ferrolho, o cardeal estaria perdido.
Entrando, Richelieu ouviu violentas censuras da rainha, ajoelhou-se diante do rei, argumentou. Luís XIII lhe deu as costas e foi para Versalhes, onde possuía um pavilhão de caça que seu filho Luís XIV transformaria mais tarde no famoso palácio. Os cortesãos, acreditando na vitória da rainha, se inclinavam diante dela. Entretanto, o rei mandou chamar Richelieu, renovou-lhe sua confiança, prometeu jamais se separar dele. Pelo resto de suas vidas, os dois trabalharam juntos. Bautru, Conde de Serrant, cortesão do partido da rainha, pronunciou então a frase que perdura: C'est la journée des dupes! ("Foi o dia dos enganados!").

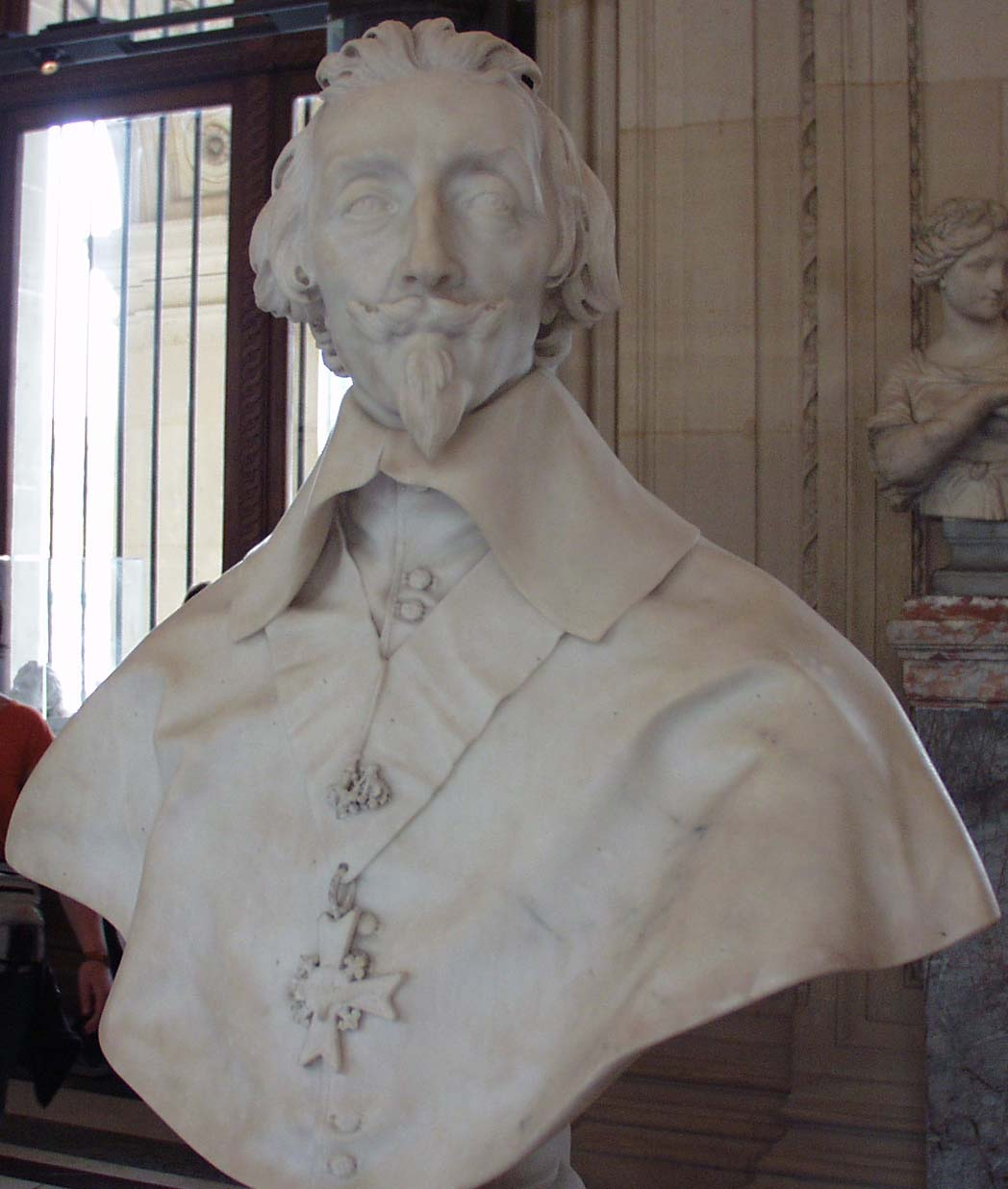
Busto do cardeal de Richelieu

Vencedor, o cardeal obteve do rei o afastamento da mãe. Maria queria se instalar na fortaleza de la Capelle, ao norte de Laon. Mas teve que se resignar ao exílio nos Países Baixos: morreu em Colônia, em 3 de julho de 1642 numa casa emprestada pelo pintor Rubens, o mesmo que tinha feito para ela, nos tempos do seu esplendor, uma maravilhosa série de telas, hoje no Louvre. Gastão de Orleans, aspirante à sucessão do irmão, que ainda não tinha herdeiros aos 30 anos, foi obrigado também a deixar a corte.
E em nome da razão de Estado, com apoio do rei, Richelieu pôde realizar as guerras que bem entendia. Apoiou os protestantes da Alemanha na guerra religiosa que ficou conhecida como Guerra dos Trinta Anos e comprometeu diretamente a França por sua declaração de guerra à Espanha. O conflito só será resolvido pelos tratados de Westfália, consagrando a marginalização da Alemanha por dois séculos.
Apesar de pertencer à nobreza, Richelieu provinha de uma família com pouca posses e com parcas ligações na corte, no entanto elevou os Plessis a um grau aristocrático bastante elevado. A sua irmã Nicole du Plessis casou com o marquês de Brézé, tendo a filha destes recebido o título nobiliárquico ducal de Fronsac e casado com o príncipe Luí  II de Bourbon-Condé. A outra irmã do cardeal, Françoise du Plessis, casou com o senhor de Pont-Courlay, tendo o filho destes casado com a baronesa de Pont (filha do marquês de Guémadeuc), que por sua vez tiveram um filho, Armand-Jean du Plessis, que herdou o título de duque de Richelieu.

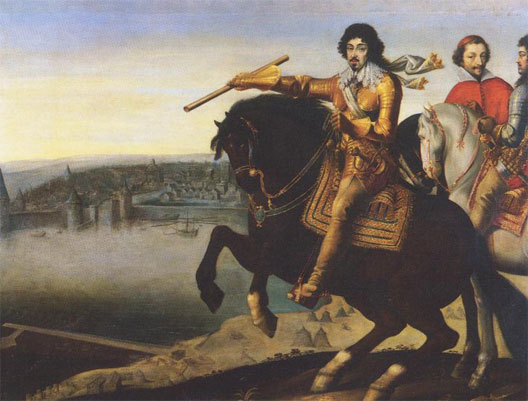
Richelieu com Luís XIII

### Apreciação
Em relação à política interna, Richelieu destruiu o poder político e a capacidade militar dos huguenotes e deu continuidade à política absolutista de Henrique IV. Aliou o partido católico "Dévot" e a hierarquia judicial. Esforçou-se por submeter os nobres, aos quais proibiu os duelos (éditos de 1626), e reprimiu as conspirações tramadas contra ele (execução de Chalais, Cinq-Mars e Thou). Sua administração foi assinalada por reformas úteis nas finanças, no exército e na legislação (código Michau). Foi o criador do absolutismo real, pôs fim aos privilégios provinciais com a centralização administrativa e a instituição de intendentes. Fundou a Academia Francesa. Sua política de tributação entre as classes mais baixas criou um estado de revolta endêmico em diversas províncias.

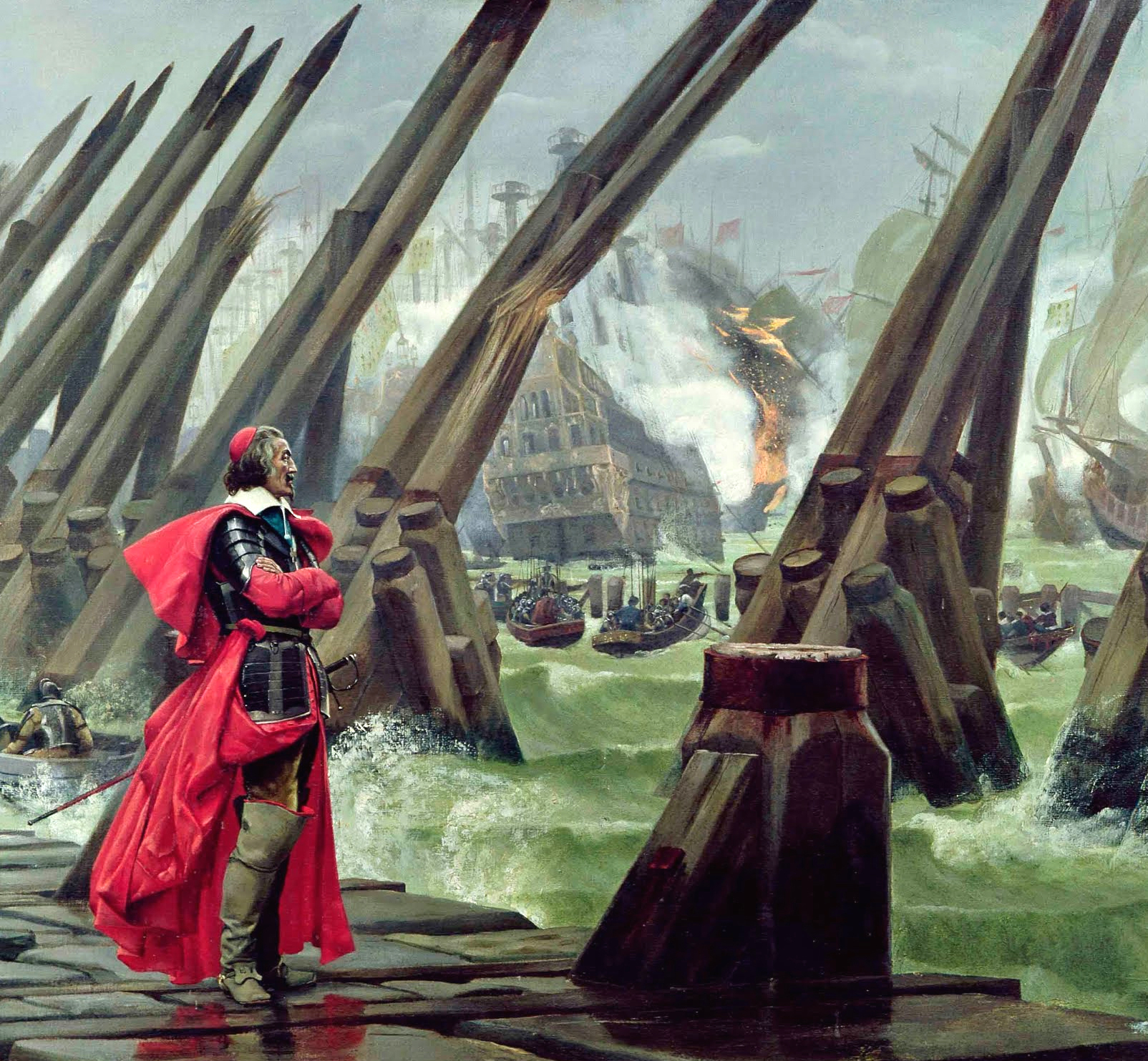
Richelieu no cerco a La Rochelle

Necessitava de dinheiro para financiar a ativa política externa contra o poderio da "casa da Áustria" (Habsburgos) e, durante a Guerra dos Trinta Anos, subsidiou os protestantes neerlandeses, dinamarqueses e suecos para que lutassem contra os Habsburgos. Ocupou a Valtellina (1624-1625), Pinerolo e Mântua. Conseguiu contra ela a aliança da Suécia, declarou guerra à Espanha (1635) e conquistou o Roussillon (1642). Combateu o partido protestante dos huguenotes, obtendo-lhe a rendição na fortaleza de La Rochelle (1628) e em Montauban, mas concedeu-lhe o perdão em Alès (1629). O partido católico, irritado pela sua política externa, não conseguiu, entretanto, sua demissão. Richelieu também apoiou as revoltas antiespanholas na Catalunha e em Portugal (1640).
Sua política, prosseguida pelo seu sucessor, Cardeal de Mazarin, triunfou na Paz de Vestfália (1648). Seus escritos e pensamento político são comparáveis aos do filósofo italiano Nicolau Maquiavel.

## Ancestrais próximos renomados
- Louis du Plessis — avô; casado com Françoise de Rochechouart-Limoges, de uma das mais antigas famílias da França
- François du Plessis — pai; general, falecido em batalha
- Amador de la Porte [fr] — tio materno; grão-prior da França

## Possíveis amantes
- Marion Delorme, notória prostituta, inspiração da personagem Milady de Winter
- Marie-Madeleine de Vignerot d'Aiguillon, sua sobrinha
- Madame de Chaulnes, esposa do marechal, de quem teve, possivelmente, uma filha, casada com o conde d'Orléans-Nolasc

## Publicações
- Political Testament[4]
- The principal points of the faith of the Catholic Church defended (1635)[5]